# Спомен-чесма Митровац
Спомен-чесма Митровац је подигнута и свечано отворена 2005. године, недалеко од Шумске куће (Лугарнице) на Митровцу, на планини Тари у оквиру Националног парка Тара. 
Чесма посвећену др Драгомиру Милојковићу (1922—1995), дело је шумара тарско-златиборског подручја, по идеји инжењера Живана Јовичића. Драгомир Милојковић који је био професор и декан Шумарског факултета у Београду, заслужан је за унапређење и висок прираст шума Таре.
Спомен-чесма је скромних размера, изграђена од гранита, са текстом уклесаним на мермерној табли. Свечано ју је отворила ћерка професора Милојковића Мирјана Милојковић Ђорђевић.